# Hallstahammars distrikt
Hallstahammars distrikt är från 2016 ett distrikt i Hallstahammars kommun och Västmanlands län.
Distriktet ligger i och omkring Hallstahammar.

## Tidigare administrativ tillhörighet
Distriktet inrättades 2016 och utgörs av en del av området Hallstahammars köping omfattade till 1971, delen som var dess  ursprungsområde vilket bildades 1943 genom en ombildning av socknen Svedvi.
Området motsvarar den omfattning Hallstahammars församling hade vid årsskiftet 1999/2000 och som före 1943 hade namnet Svedvi församling.